# Augiades crinisus
Augiades crinisus är en fjärilsart som beskrevs av Pieter Cramer 1780. Augiades crinisus ingår i släktet Augiades och familjen tjockhuvuden. Inga underarter finns listade i Catalogue of Life.

## Bildgalleri

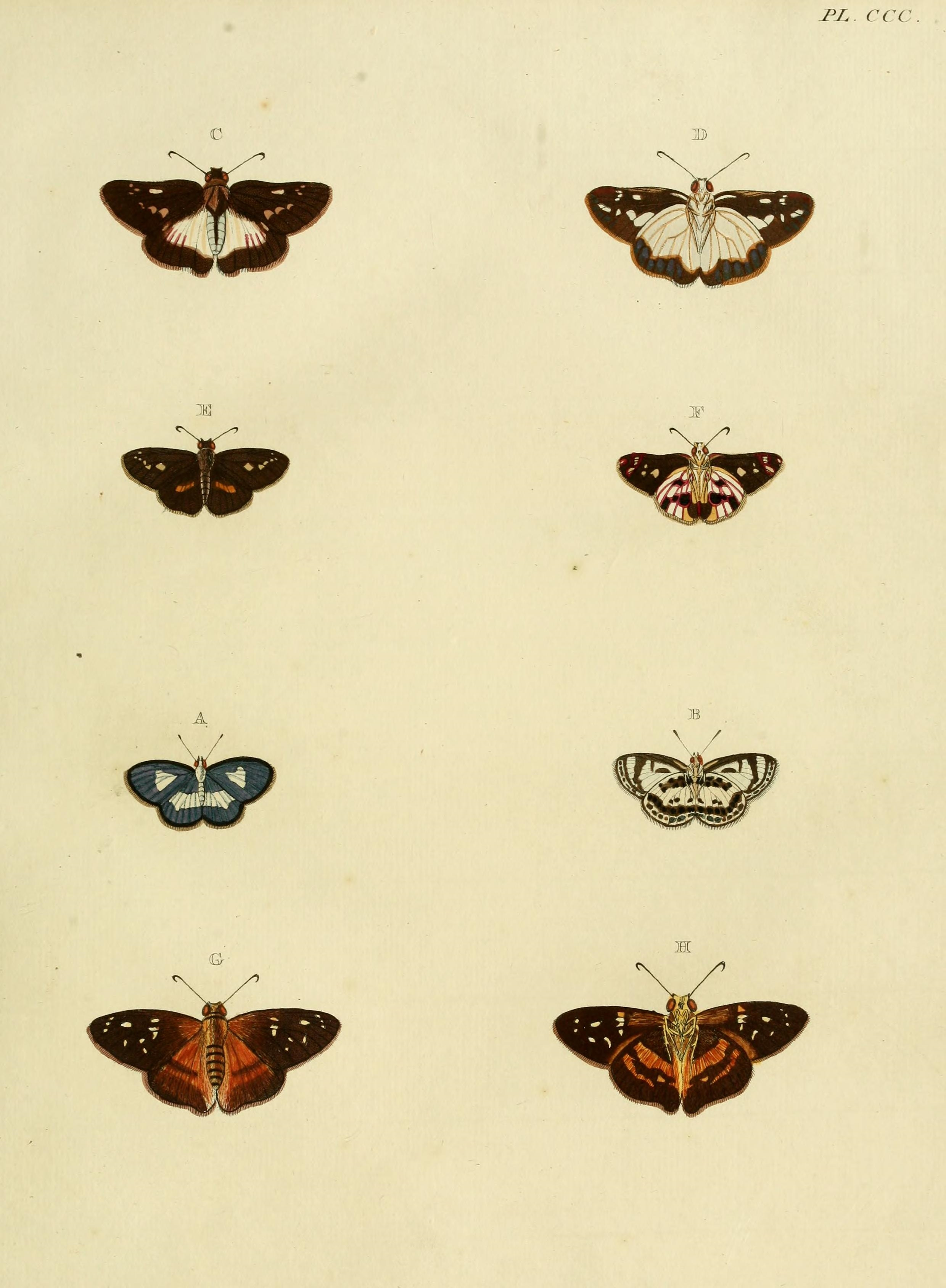